# 인천청라고등학교
인천청라고등학교(仁川靑羅高等學校)는 대한민국 인천광역시 서구 청라동에 있는 공립 고등학교이다.

## 학교 연혁
- 2010년 11월 8일 : 인천청라고등학교 설립 인가
- 2011년 3월 1일 : 초대 한종수 교장 취임
- 2011년 3월 2일 : 제1회 입학식(8학급 185명)
- 2014년 2월 11일 : 제1회 졸업식(8학급 211명)
- 2023년 9월 1일 : 제6대 임단철 교장 취임
- 2024년 2월 7일 : 제11회 졸업식(10학급 305명)
- 2024년 3월 4일 : 제14회 입학식(10학급 295명)

## 참고 자료
- 인천청라고등학교 - 한국교육학술정보원 학교알리미